# Stéphane Delpuech
Pour les articles homonymes, voir Delpuech.
Pas d'image ? Cliquez ici

a Compétitions nationales et continentales officielles uniquement.

Dernière mise à jour le 23 août 2011.
Stéphane Delpuech, né le 27 avril 1974 à Saint-Affrique (Aveyron), est un joueur français de rugby à XV qui évolue au poste de pilier.

## Carrière
Le 30 janvier 1999, il joue avec l'US Colomiers la finale de la Coupe d'Europe au Lansdowne Road de Dublin face à l'Ulster mais les Columérins s'inclinent 21 à 6 face aux Irlandais.

## Palmarès

### International
- Vice-champion du monde juniors en 1992[4]

### Avec l’US Colomiers
- Vice-champion d'Europe en Coupe d'Europe de rugby à XV :
  - Vice-Champion (1) : 1999 avec Colomiers[4]
- Championnat de France de rugby à XV :
  - Vice-Champion (1) : 2000